# Constantí II de Geòrgia
Constantí II fou rei de Geòrgia del 1478 al 1505. Va néixer després de 1447. Era fill de Demetri d'Imerècia i va ser associat al tron pel seu mig germà Bagrat VI el 1475.
El (1476) havia mort a Kakhétia el rei Jordi VIII (Jordi I de Kakhétia) i l'havia succeït el seu fill Alexandre que reclamava la corona georgiana. A Imerècia el fill de Bagrat VI, Alexandre, també conspirava per prendre el poder.
El 1478, a la mort de Bagrat VI, Contantí es va proclamar rei i va apartar al seu nebot Alexandre (fill del seu germà Bagrat IV) que es va retirar a Ratxa i Lechkhumi on va establir un principat independent. Els djakélis (nobles locals) s'havien independitzat al Samtskhé. El 1483 Alexandre de Ratxa, fill de Bagrat, després de diverses lluites, va apoderar-se d'Imerècia encara que no no de la capital Kutaisi.
El rei intenta la unitat però el consell reial (Darbazi) aconsella el 1490 que deixi les coses com estan i accepti els particularismes regionals.
El 1490 Alexandre fill de Jordi va ser reconegut com a rei a Kakhétia i el 1491 Alexandre fill de Bagrat va ser reconegut rei a Imerétia (1484-1510).
Constantí II va morir el 27 d'abril del 1505. Va ser l'últim rei d'una Geòrgia unificada. La seva nissaga seran reis de Kartli, els descendents d'Alexandre seran reis d'Imerétia; i els de Jordi seran reis de Kakhétia. Tanmateix el Samtskhé serà independent sota els prínceps Djakéli.